# L-木糖1-脱氢酶
L-木糖1-脱氢酶（EC 1.1.1.113 （页面存档备份，存于）），是一种以NAD+或NADP+为受体、作用于供体CH-OH基团上的氧化还原酶。这种酶能催化以下酶促反应：
L-木糖 + NADP+ {\displaystyle \rightleftharpoons } L-木糖-1,4-内酯 + NADPH + H+
L-木糖1-脱氢酶还能氧化阿拉伯糖与来苏糖。